# Eclodir Azul
A Orquestra de percussão Eclodir Azul é uma orquestra portuguesa, fundada em 2005 e é um dos projectos da A.J.A.C. - Associação Juvenil de Actividades Culturais, uma associação sem fins lucrativos.
Apenas com um ano de existência, destaca-se por ter efectuado uma internacionalização de sucesso e várias actuações em território português, que tornam desde muito cedo uma orquestra bastante sólida e bem organizada. 
Associação Juvenil de Actividades Culturais
A AJAC é uma Associação Juvenil, sem fins lucrativos, criado por jovens para jovens e comunidade em geral.
Esta associação, mais propriamente o seu núcleo principal, o projecto  "ECLODIR AZUL" tem, ao longo dos 7 anos e meio da sua existência, desenvolvido uma actividade intensa junto de varias comunidades do país, principalmente com jovens problemáticos, e tem  
igualmente dado oportunidades a crianças e jovens com problemas de inserção ou quase em situação de risco.
A ferramenta principal de motivação e união desses jovens deste projecto é precisamente a percussão tradicional Portuguesa com um novo conceito implementado pelos mentores respondendo ás realidades actuais para cativar os jovens a fazerem parte deste projecto que lhes porporciona não só aprender a tocar instrumentos musicais como desenvolver o lado social numa atmosféra harmoniaca em que todos se encontram em pé de igualdade.
Têm também a oportunidade de conhecer novos países, que apresentam pessoas diferentes e outras realidades como religiões, culturas, costumes, idiomas numa superficie de inter-câmbio internacional.

NACIONAL
-	Produziu um espetaculo para o 40º aniversário da Skip–“Monumento Sonóro” – Março 2006
-	 “Bidões de Fogo” para o “Estoril Open” – Maio 2006;
-	Mais de 800 Actuações;
-	Inaugiração da primeira feira do Ambiente sustentável – Setembro 2006;
-	Realizado vários workshops a mais de 1000 crianças e jovens de 6 7 escolas de Loures;
-	Várias Co-produções com a companhia de teatro de rua, “Artelier?”;
-	Abertura do Carnaval de Loures desde 2005;
-	Colaborações com o TIL (Teatro independente de Loures);
-	Espectaculos específicos privados do qual os clientes/empresas pedem sigilo.
-	A AJAC Faz o seu primeiro Evento multicultural “O Mundo Numa Cidade” com o apoio da CM Loues em 2008 com a duração de um dia onde dá palco a artistas da freguesia, assim como várias culturas como Ucrania (de uma escola ucraniana de Lisboa), Cabo verde (de Sines e Rio de Mouro), Maio Coupê (artista gueniense);
-	AJAC realiza o seu segundo e ultimo evento multicultural “O Mundo Numa Cidade” com o apoio da CM Loures em 2009, desta vez com programação artistica preenchendo 3 dias onde vários artistas se juntam para mais um evento em grande e com mais e melhores artistas do qual ainda vieram Batalá (Samba-reggae de Inglaterra) e Got Skiils (Grupo de hip-hop de Roterdão, Holanda)
-	Colaboração numa das musicas do cd da banda local com base em reaggae, “JAHVAI”
-	Workshops de percussão para mais de 5000 pessoas incluindo workshop em massa a várias orquestras de percussão no destrito de Viseu em 2013
INTERNACIONAL
Eclodir Azul tem crescido além fronteiras, actuando em várias cidades europeias e fora; como:
-	Liverpool (Inglaterra) – Liverpool International Street Festival. Eclodir Azul tem mostrado 6 anos consecutivos um pouco da cultura portuguesa nesta cidade ao longo dos anos desde  [2006 a 2013] incluindo divulgação e depois presença em Liverpool quando esta era a Capital da Cultura em 2008; num grande evento internacional que junta países dos 5 continentes;
-	Murcia (Espanha) – Venagua Arte Solidario, Tomando parte da cerimonia de abertura da apresentação do cine-documentario “El lobo de los cuentos” acerca do racismo, que seria mais tarde exposto também em Veneza e noutras cidades europeias. [ 2007];
-	Volos (Grécia) – Intercambio em Volos onde vários países estão representados por grupos artísticos do qual Portugal foi representado pela orquestra de percussão, Eclodir Azul. Espectaculos em diferentes lugares da cidade e arredores chegando a comunidades dificeis; do qual orgulhamo-nos de ter participado num local onde nunca tinha havido eventos por ser um local onde existe uma comunidade cigana e para espanto do director, foi um sucesso pois as pessoas gostaram de todos aqueles grupos internacionais tivessem ido lá actuarpara eles. [2007, 2008 e 2012];
-	Bangalore (india) - O projecto internacional “SPICES”,  levou o  Eclodir Azul à India para recriar o tempo das especiarias quando os portuguesese, ingleses e espanhois navegavam por aquelas bandas.Um espectáculo foi criado com 4 grupos; Eclodir Azul, House of Soarez (Dança contemporânea de Inglaterra), Entredanzas (ballet flamenco - Espanha)  e Attakkalari (dança contemporânea com artes marciais – India). – [2009]
-	Stuttgart (Alemanha) - UNESCO World Youth Festival, Actuação por uma boa causa animando o evento que uniu vários jovens de diversos países num debate intercional que nos afecta a todos [2009];
-	Bielefeld (Alemanha) - Myth Project, Celebração de uma realidade histórica nas terras alemãs; o dia em que derrotaram as tropas romanas neste local. [2009]
-	Istanbul (Turquia) – 2ª parte dum projecto fantastico numa cidade que recebera o título de Capital da Cultura de 2010, após a 1ª parte ter sido realizada semanas antes em liverpool. [2010];
-	Cheb (República Checa) – Participação do Eclodir Azul no notável evento FIJO que reune orquestra ligeiras com Majoretes a desfilar pelas ruas vindos de países como Rep. Checa, Itália, Eslováquia, Eslovénia e outros. [2012]
-	Amesterdão (Holanda) intercambio internacional que reune artistas de vários países dos vários continentes. [2012, 2013, 2014]